# Strumkiwka
Strumkiwka (ukr. Струмківка, węg. Szürte, cz. Surty) – stacja kolejowa w miejscowości Siurte, w rejonie użhorodzkim, w obwodzie zakarpackim, na Ukrainie. Położona jest na linii Sambor – Czop.

## Historia
Stacja powstała, gdy tereny te należały do Austro-Węgier i początkowo nazywała się Szürte. W okresie przynależności tych okolic do Czechosłowacji nosiła nazwę Surty.